# Domingo Lombardi
Domingo Lombardi, né à Santa Lucía (Uruguay) le 22 mars 1898 et mort le 19 août 1971, à 73 ans, est un arbitre uruguayen de football, ayant la particularité d'avoir arbitré le premier match de la Coupe du monde, France-Mexique 4-1.

## Carrière
Il a officié dans des compétitions majeures : 
- Jeux olympiques de 1928 (1 match)
- Coupe du monde de football de 1930 (match d'ouverture)